# Ceadrag
Ceadrag, Sohn des Drasco, war ab 819 alleiniger Samtherrscher der Abodriten und bis zu seinem Abfall Vasall der Franken unter Ludwig dem Frommen.

## Nachfolge
Ceadrag gelangte 808 im Rahmen des Friedensschlusses seines Vaters Drasco mit dem Dänenkönig Göttrik als vornehme Geisel in dänischen Gewahrsam. Er wuchs als Bürge für die Einhaltung der Friedensbedingungen am Hof Göttriks in Haithabu auf. Als Drasco 810 ermordet wurde, stand Ceadrag aufgrund seines Alters oder wegen seiner Abwesenheit als Nachfolger nicht zur Verfügung. Karl der Große bestimmte deshalb 810 in Verden Drascos Bruder Sclaomir zum neuen Samtherrscher des abodritischen Stammesverbandes. Die Verhältnisse änderten sich zum Jahr 816. Entweder mit Eintritt ins Mannesalter oder bedingt durch seine Rückkehr machte Ceadrag seine angestammten Ansprüche auf die Samtherrschaft geltend, und im Herbst 816 trug eine Gesandtschaft abodritischer Adliger das Verlangen Ceadrags dem fränkischen Kaiser Ludwig dem Frommen in Compiègne vor. Dieser erkannte die dynastischen Rechte Ceadrags an und setzte ihn 817 neben seinem Onkel Sclaomir zum Mitherrscher ein. Der derart gedemütigte Sclaomir kündigte dem fränkischen Kaiser die Gefolgschaft und wandte sich den Dänen zu, mit deren Unterstützung er Krieg gegen die Sachsen im fränkischen Nordalbingien führte. Daraufhin ließ der Kaiser ihn verhaften, setzte ihn ab und bestimmte Ceadrag 819 zum alleinigen Samtherrscher der Abodriten.

## Samtherrscher
Ceadrag gelang es, seine Stellung als Samtherrscher im abodritischen Stammesverband zu festigen, indem er sich der Unterstützung des niederen Adels (meliores ac praestantiores) versicherte. Obwohl 821 seitens abodritischer Kleinstammfürsten der Untreue gegenüber den Franken durch eine Allianz mit den Söhnen Göttriks bezichtigt, die den Kaiser sogar zu dem Versuch einer Wiedereinsetzung Sclaomirs veranlasste, konnte er es sich leisten, den Reichstagen fernzubleiben. So wurde Ceadrag auf dem Reichstag 823 verklagt, dass er gegen die Franken nicht gerade treu sei und es schon lange versäumt habe, dem Kaiser zu huldigen. Dieser entsandte eine Abordnung, die Ceadrag mit einigen Großen seines Volkes an den Kaiser zurückschickte mit dem Versprechen, im nächsten Winter vor ihm zu erscheinen. Ceadrag hielt dieses Versprechen ein und besuchte im November 823 den Reichstag in Compiègne, wo er sich wegen seines langjährigen Ausbleibens in annehmbarer Weise vor dem Kaiser rechtfertigte. Obwohl er in mancher Beziehung schuldig erschien, blieb er doch mit Rücksicht auf die Verdienste seiner Vorfahren nicht nur straffrei, sondern durfte auch reich beschenkt in sein Land zurückkehren.
Anlässlich einer erneuten Anklage auf dem Reichstag in Ingelheim 826 entging Ceadrag der Absetzung nur, weil sich der hierzu im Abodritenland durch eine fränkische Kommission befragte niedere Adel für seine Beibehaltung als Herrscher aussprach. Ceadrag musste als Bürgen für sein künftiges Wohlverhalten Geiseln stellen und konnte als Samtherrscher der Abodriten zurückkehren. Das Verfahren ähnelte dem gegen abtrünnige Reichsvasallen, denen das Lehen entzogen oder aus kaiserlicher Gnade belassen wird.
Ob Ceadrag noch Inhaber der Samtherrscherwürde war, als Ludwig der Fromme 838/839 fränkische Grafen mit einem Heer gegen die Abodriten entsandte, ist den Quellen nicht zu entnehmen. Diese Auseinandersetzung markiert jedenfalls das Ende des Bündnisses der Franken mit den Abodriten aus dem Jahr 780. 
In die Herrschaftszeit Ceadrags fielen die erstmalige Errichtung der abodritischen Burg in Alt-Lübeck (Dendrodaten von 817 bis 819) und als Reaktion hierauf die Errichtung des fränkischen Kastells Delbende an der Elbe im Jahre 822.